# Kulháň
Kulháň je zrušená přírodní rezervace v oblasti v Trenčínském kraji na Slovensku. Nacházela se v katastrálním území obce Zlatníky v okrese Bánovce nad Bebravou. Území bylo vyhlášeno v roce 1972 s rozlohou 7,39 hektarua na ochranu jednotlivě i v skupinách rostoucích dubů pozoruhodných vysokým věkem, mohutným vzrostem a estetickým vzhledem. Přírodní rezervace byla k 1. červnu 2021 zrušena a nahrazena chráněným areálem Kulháň.